# Lunar Prelude (мини-альбом)
Lunar Prelude — первый мини-альбом голландской симфо-метал группы Delain. Он был выпущен 19 февраля 2016 года. Это первый альбом с участием Рубена Израэля на барабанах и Мерел Бехтольд на гитаре. Трек «Turn the Lights Out» написан по мотивам «Песочного человека» Нила Геймана.

## Отзывы критиков
Альбом получил нейтральные отзывы от музыкальных критиков. Рецензент Sputnikmusic Трей поставил альбому 3 балла из 5 и написал: «Ничто на Lunar Prelude вас не удивит. Симфонический метал с огромными хуками — в порядке вещей. Если вам нравится Delain, здесь вы тоже найдете много интересного. Если вам не нравится эта группа, Lunar Prelude никак не изменит ваше мнение». Беттина Мюллер в рецензии для metal.de пишет, что EP «в лучшем случае является хорошим, но не впечатляющим промежуточным звеном до нового альбома Delain».

## Список композиций
Все тексты написаны Шарлоттой Весселс; вся музыка написана Мартином Вестерхольтом, Шарлоттой Весселс и Гусом Эйкенсом, за исключением «Turn the Lights Out», написанной в соавторстве с Хендриком Яном де Йонгом.
| №                   | Название                             | Длительность |
| ------------------- | ------------------------------------ | ------------ |
| 1.                  | «Suckerpunch»                        | 4:10         |
| 2.                  | «Turn the Lights Out»                | 4:15         |
| 3.                  | «Don't Let Go» (New Version)         | 3:57         |
| 4.                  | «Lullaby» (Live 2015)                | 5:15         |
| 5.                  | «Stardust» (Live 2015)               | 4:13         |
| 6.                  | «Here Come the Vultures» (Live 2015) | 5:40         |
| 7.                  | «Army of Dolls» (Live 2015)          | 5:27         |
| 8.                  | «Suckerpunch» (Orchestral Version)   | 2:31         |
| Общая длительность: | Общая длительность:                  | 35:23        |

## Участники записи
Участники приведены по сведениям из буклета:
Delain
- Шарлотта Весселс — вокал
- Тимо Сомерс — соло-гитара
- Мерел Бехтольд — ритм-гитара
- Отто Шиммельпинк ван дер Ойе — бас-гитара
- Мартейн Вестерхольт — клавишные
- Рубен Израэль — ударные

Сессионные музыканты
- Бас Трампи и Имре Берендс — гитара и бэк-вокал, записанные на «Suckerpunch» и «Turn the Lights Out»; сведение на «Turn the Lights Out»
- Гвидо Алберс — вокальные записи на «Suckerpunch» и «Turn the Lights Out»
- Оливер Филиппс — дополнительные гитары и дополнительная вокальная техника
- Микко П. Мустонен — классические аранжировки

Технический персонал
- Арно Крабман — инженер-барабанщик на «Suckerpunch», «Turn the Lights Out» и «Don’t Let Go»
- Тед Дженсен — мастеринг
- Фредик Нордстрем и Хенрик Удд — сведение «Suckerpunch» и «Don’t Let Go»
- Кристиан Моос — сведение всех концертных треков
- Гленн Артур — обложка
- Венди ван ден Богерт-Эльберзе — художественный дизайн
- Сандра Людевиг — фотографии